# Démographie de Tarn-et-Garonne
La démographie de Tarn-et-Garonne est caractérisée par une faible densité, une population en croissance modérée depuis les années 1950 et plus marquée depuis les années 2000.
Avec ses 264 924 habitants en 2022, le département français de Tarn-et-Garonne se situe en 80e position sur le plan national.
En six ans, de 2015 à 2021, sa population s'est accrue de près de 8 200 unités, c'est-à-dire de plus ou moins 1 400 personnes par an. Mais cette variation est différenciée selon les 195 communes que comporte le département.
La densité de population de Tarn-et-Garonne, 71,3 habitants par kilomètre carré en 2022, est inférieure à celle de la France entière qui est de 107,1 hab./km2 pour la même année.

## Évolution démographique du département de Tarn-et-Garonne
Le département a été créé le 4 novembre 1808 par l'union de territoires détachés de l'Aveyron, de la Haute-Garonne, du Gers, du Lot et de Lot-et-Garonne. Le premier recensement sera réalisé en 1801 et ce dénombrement, reconduit tous les cinq ans à partir de 1821, permettra de connaître plus précisément l'évolution des territoires.
Avec 242 250 habitants en 1831, le département représente 0,74 % de la population française, qui est alors de 32 569 000 habitants. De 1831 à 1866, il va perdre 13 281 habitants, soit une baisse de 0,16 % moyen par an, contre un taux d'accroissement national de 0,48 % sur cette même période.
La baisse se poursuit entre la Guerre franco-prussienne de 1870 et la Première Guerre mondiale avec une perte de 39 073 habitants, soit une baisse de 17,63 % alors que la population croît de 10 % au niveau national. La population gagne enfin 3,18 % pendant la période de l'entre-deux guerres courant de 1921 à 1936 parallèlement à une croissance au niveau national de 6,9 %.
À l'instar des autres départements français, le Tarn-et-Garonne va ensuite connaître un essor démographique après la Seconde Guerre mondiale, modéré toutefois. 
En 2022, le département comptait 264 924 habitants, en évolution de +3,12 % par rapport à 2016 (France hors Mayotte : +2,11 %).
| 1791 | 1801    | 1806    | 1821    | 1826    | 1831    | 1836    | 1841    | 1846    |
| ---- | ------- | ------- | ------- | ------- | ------- | ------- | ------- | ------- |
| -    | 228 000 | 228 420 | 238 143 | 241 586 | 242 250 | 242 184 | 239 297 | 242 498 |

| 1851    | 1856    | 1861    | 1866    | 1872    | 1876    | 1881    | 1886    | 1891    |
| ------- | ------- | ------- | ------- | ------- | ------- | ------- | ------- | ------- |
| 237 553 | 234 782 | 232 551 | 228 969 | 221 610 | 221 364 | 217 056 | 214 046 | 206 596 |

| 1896    | 1901    | 1906    | 1911    | 1921    | 1926    | 1931    | 1936    | 1946    |
| ------- | ------- | ------- | ------- | ------- | ------- | ------- | ------- | ------- |
| 200 390 | 195 669 | 188 553 | 182 537 | 159 559 | 164 191 | 164 259 | 164 629 | 167 664 |

| 1954    | 1962    | 1968    | 1975    | 1982    | 1990    | 1999    | 2006    | 2011    |
| ------- | ------- | ------- | ------- | ------- | ------- | ------- | ------- | ------- |
| 172 379 | 175 847 | 183 572 | 183 314 | 190 485 | 200 220 | 206 034 | 226 849 | 244 545 |

| 2016    | 2021    | 2022    | - | - | - | - | - | - |
| ------- | ------- | ------- | - | - | - | - | - | - |
| 256 897 | 263 377 | 264 924 | - | - | - | - | - | - |

## Population par divisions administratives

### Arrondissements
Le département de Tarn-et-Garonne comporte deux arrondissements. La population se concentre principalement sur l'arrondissement de Montauban, qui recense 70 % de la population totale du département en 2022, avec une densité de 87,8 hab./km2, contre 30 % pour l'arrondissement de Castelsarrasin.
| Arrondissement  | Population(2022) | Variation(2022/2016)                       | Superficie(km2) | Densité(hab./km2) |
| --------------- | ---------------- | ------------------------------------------ | --------------- | ----------------- |
| Montauban       | 185 836          | en évolution de +3,54 % par rapport à 2016 | 2 116,8         | 87,8              |
| Castelsarrasin  | 79 088           | en évolution de +2,15 % par rapport à 2016 | 1 601,5         | 49,4              |
| Source : Insee. |                  |                                            |                 |                   |

### Communes de plus de2 000 habitants
Sur les 195 communes que comprend le département de Tarn-et-Garonne, 20 ont en 2021 une population municipale supérieure à 2 000 habitants, sept ont plus de 5 000 habitants et trois ont plus de 10 000 habitants : Montauban, Castelsarrasin et Moissac.
Les évolutions respectives des communes de plus de 2 000 habitants sont présentées dans le tableau ci-après.
| Commune                   | Population(2022) | Variation(2022/2016)                       | Superficie(km2) | Densité(hab./km2) |
| ------------------------- | ---------------- | ------------------------------------------ | --------------- | ----------------- |
| Montauban                 | 62 487           | en évolution de +3,38 % par rapport à 2016 | 135,17          | 462,3             |
| Castelsarrasin            | 14 335           | en évolution de +2,91 % par rapport à 2016 | 76,77           | 186,7             |
| Moissac                   | 13 652           | en évolution de +7,9 % par rapport à 2016  | 85,95           | 158,8             |
| Caussade                  | 6 858            | en évolution de −0,72 % par rapport à 2016 | 45,73           | 150               |
| Montech                   | 6 657            | en évolution de +5,72 % par rapport à 2016 | 50,14           | 132,8             |
| Nègrepelisse              | 5 839            | en évolution de +4,03 % par rapport à 2016 | 49,22           | 118,6             |
| Valence                   | 5 287            | en évolution de +0,76 % par rapport à 2016 | 13,44           | 393,4             |
| Verdun-sur-Garonne        | 4 914            | en évolution de +3,56 % par rapport à 2016 | 36,26           | 135,5             |
| Montbeton                 | 4 335            | en évolution de +3,12 % par rapport à 2016 | 15,98           | 271,3             |
| Grisolles                 | 4 206            | en évolution de +3,7 % par rapport à 2016  | 17,6            | 239               |
| Saint-Étienne-de-Tulmont  | 4 050            | en évolution de +7,94 % par rapport à 2016 | 21,14           | 191,6             |
| Labastide-Saint-Pierre    | 3 763            | en évolution de +1,1 % par rapport à 2016  | 20,64           | 182,3             |
| Beaumont-de-Lomagne       | 3 754            | en évolution de +0,03 % par rapport à 2016 | 46,16           | 81,3              |
| Bressols                  | 3 883            | en évolution de +5,03 % par rapport à 2016 | 20,39           | 190,4             |
| Albias                    | 3 272            | en évolution de +1,43 % par rapport à 2016 | 21,6            | 151,5             |
| La Ville-Dieu-du-Temple   | 3 305            | en évolution de +3,64 % par rapport à 2016 | 26,16           | 126,3             |
| Lafrançaise               | 2 839            | en évolution de −0,73 % par rapport à 2016 | 50,82           | 55,9              |
| Saint-Nicolas-de-la-Grave | 2 287            | en évolution de +1,96 % par rapport à 2016 | 29,34           | 77,9              |
| Septfonds                 | 2 254            | en évolution de +2,45 % par rapport à 2016 | 27,05           | 83,3              |
| Monclar-de-Quercy         | 2 039            | en évolution de +4,14 % par rapport à 2016 | 37,75           | 54                |
| Source : Insee.           |                  |                                            |                 |                   |

## Structures des variations de population

### Soldes naturels et migratoires depuis 1968
La variation moyenne annuelle est positive et en progression depuis les années 1970, passant de −0 à 0,5 %.
Le solde naturel annuel qui est la différence entre le nombre de naissances et le nombre de décès enregistrés au cours d'une même année reste stable autour de 0,1 %. La baisse du taux de natalité, qui passe de 13,8 à 10,1 ‰, n'est pas compensée par une baisse du taux de mortalité, qui parallèlement passe de 12,7 à 10,5 ‰.
Le flux migratoire a contrario progresse fortement sur la période courant de 1968 à 2021, le taux annuel passant de −0,1 à 0,6 %.
| Indicateurs démographiques                       | 1968 à1975 | 1975 à1982 | 1982 à1990 | 1990 à1999 | 1999 à2010 | 2010 à2015 | 2015 à2021 |
| ------------------------------------------------ | ---------- | ---------- | ---------- | ---------- | ---------- | ---------- | ---------- |
| Variation annuelle moyenne de la population en % | -0,0       | 0,5        | 0,6        | 0,3        | 1,5        | 1,1        | 0,5        |
| - due au solde naturel en %                      | 0,1        | -0,1       | -0,0       | 0,0        | 0,2        | 0,2        | -0,0       |
| - due au solde apparent des entrées sorties en % | -0,1       | 0,6        | 0,7        | 0,3        | 1,3        | 0,9        | 0,6        |
| Taux de natalité en ‰                            | 13,8       | 11,4       | 11,1       | 11,0       | 11,7       | 11,7       | 10,1       |
| Taux de mortalité en ‰                           | 12,7       | 12,2       | 11,4       | 10,8       | 10,2       | 9,7        | 10,5       |
| Source : Insee.                                  |            |            |            |            |            |            |            |

### Mouvements naturels sur la période 2014-2022
En 2014, 2 829 naissances ont été dénombrées contre 2 440 décès. Le nombre annuel des naissances a diminué depuis cette date, passant à 2 601 en 2022, indépendamment à une augmentation, mais relativement faible, du nombre de décès, avec 3 066 en 2022. Le solde naturel est ainsi négatif et diminue, passant de 389 à -465.
Pour des raisons techniques, il est temporairement impossible d'afficher le graphique qui aurait dû être présenté ici.

## Densité de population
La densité de population est en augmentation depuis 1968, en cohérence avec l'augmentation de la population.
En 2021, la densité était de 70,8 hab./km2.
| 1968 |  | 49.4 |  |

| 1975 |  | 49.3 |  |

| 1982 |  | 51.2 |  |

| 1990 |  | 53.8 |  |

| 1999 |  | 55.4 |  |

| 2010 |  | 65.0 |  |

| 2015 |  | 68.7 |  |

| 2021 |  | 70.8 |  |

## Répartition par sexes et tranches d'âges
La population du département est plus âgée qu'au niveau national.
En 2021, le taux de personnes d'un âge inférieur à 30 ans s'élève à 32,5 %, soit en dessous de la moyenne nationale (35,1 %). À l'inverse, le taux de personnes d'âge supérieur à 60 ans est de 29,1 % la même année, alors qu'il est de 26,6 % au niveau national.
En 2021, le département comptait 128 928 hommes pour 134 449 femmes, soit un taux de 51,05 % de femmes, légèrement inférieur au taux national (51,61 %).
Les pyramides des âges du département et de la France s'établissent comme suit.
| Hommes | Classe d’âge | Femmes |
| ------ | ------------ | ------ |
| 1      | 90 ou +      | 2,2    |
| 8,1    | 75-89 ans    | 10,3   |
| 18     | 60-74 ans    | 18,7   |
| 20,6   | 45-59 ans    | 20,2   |
| 17,9   | 30-44 ans    | 18     |
| 15,4   | 15-29 ans    | 13,5   |
| 19     | 0-14 ans     | 17,3   |

| Hommes | Classe d’âge | Femmes |
| ------ | ------------ | ------ |
| 0,7    | 90 ou +      | 1,9    |
| 7,0    | 75-89 ans    | 9,5    |
| 16,6   | 60-74 ans    | 17,5   |
| 20,0   | 45-59 ans    | 19,5   |
| 18,8   | 30-44 ans    | 18,3   |
| 18,3   | 15-29 ans    | 16,7   |
| 18,6   | 0-14 ans     | 16,7   |

## Répartition par catégories socioprofessionnelles
La catégorie socioprofessionnelle des retraités est surreprésentée par rapport au niveau national. Avec 30,1 % en 2021, elle est 3,3 points au-dessus du taux national (26,8 %). La catégorie socioprofessionnelle des cadres et professions intellectuelles supérieures est quant à elle sous-représentée par rapport au niveau national. Avec 6,2 % en 2021, elle est 3,9 points en dessous du taux national (10,1 %).
| Catégorie socioprofessionnelle                    | 2015    | 2015 | 2021    | 2021 | Détails de l'année 2021 | Détails de l'année 2021 | Détails de l'année 2021            | Détails de l'année 2021            | Détails de l'année 2021            |
| Catégorie socioprofessionnelle                    | Nb      | %    | Nb      | %    | Hommes                  | Femmes                  | Part en % de la population âgée de | Part en % de la population âgée de | Part en % de la population âgée de |
| Catégorie socioprofessionnelle                    | Nb      | %    | Nb      | %    | Hommes                  | Femmes                  | 15 à 24 ans                        | 25 à 54 ans                        | 55 ans ou +                        |
| ------------------------------------------------- | ------- | ---- | ------- | ---- | ----------------------- | ----------------------- | ---------------------------------- | ---------------------------------- | ---------------------------------- |
| Agriculteurs exploitants                          | 3 930   | 1,9  | 3 534   | 1,6  | 2 652                   | 882                     | 0,6                                | 2,1                                | 1,5                                |
| Artisans, commerçants, chefs d'entreprise         | 8 964   | 4,3  | 9 106   | 4,2  | 6 527                   | 2 579                   | 0,7                                | 7,0                                | 2,4                                |
| Cadres et professions intellectuelles supérieures | 11 262  | 5,4  | 13 347  | 6,2  | 7 566                   | 5 781                   | 1,1                                | 10,7                               | 3,2                                |
| Professions intermédiaires                        | 25 906  | 12,5 | 28 232  | 13,1 | 13 365                  | 14 867                  | 7,1                                | 23,1                               | 4,7                                |
| Employés                                          | 35 021  | 16,9 | 34 264  | 15,9 | 8 389                   | 25 875                  | 15,5                               | 25,2                               | 6,7                                |
| Ouvriers                                          | 28 327  | 13,7 | 28 574  | 13,2 | 22 023                  | 6 551                   | 15,3                               | 21,1                               | 4,8                                |
| Retraités                                         | 63 863  | 30,9 | 64 883  | 30,1 | 30 374                  | 34 509                  | 0,0                                | 0,2                                | 68,3                               |
| Autres personnes sans activité professionnelle    | 29 622  | 14,3 | 33 755  | 15,6 | 13 163                  | 20 592                  | 59,8                               | 10,6                               | 8,3                                |
| Ensemble                                          | 206 895 | 100  | 215 695 | 100  | 104 059                 | 111 636                 | 100                                | 100                                | 100                                |
| Sources : Insee,.                                 |         |      |         |      |                         |                         |                                    |                                    |                                    |